# FDP-Fraktionsvorsitzendenkonferenz

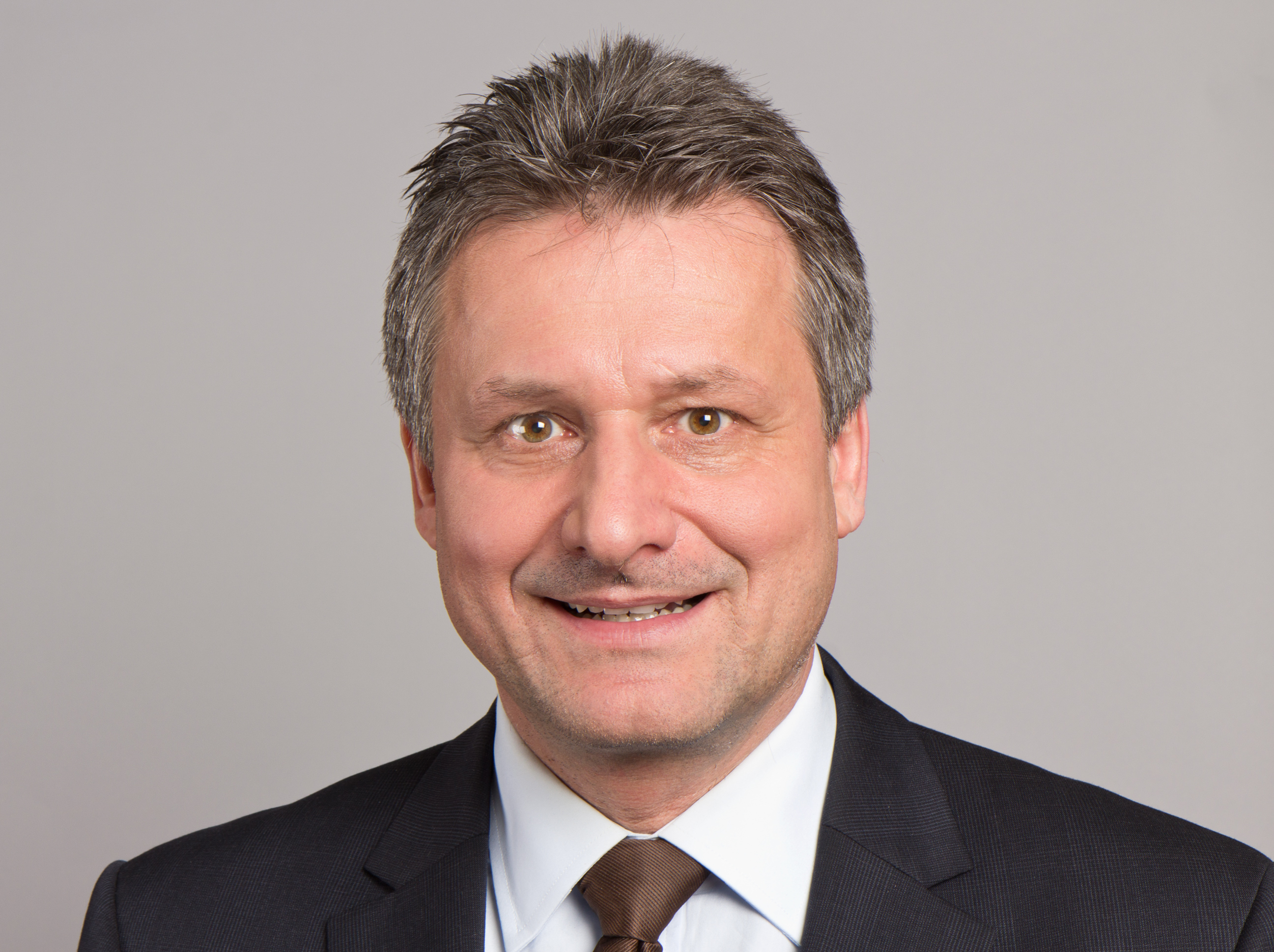
Hans-Ulrich Rülke, Vorsitzender seit 2018.

Die Fraktionsvorsitzendenkonferenz (kurz FraVoKo) der FDP-Fraktionen in den Ländern und des Europaparlaments ist ein Gremium der Selbstkoordination der FDP-Fraktionen. Die Konferenz setzt sich aus den Vorsitzenden der Fraktionen der Landtage und FDP-Gruppe innerhalb von Renew Europe im Europaparlament zusammen. Der FDP-Fraktionsvorsitzende im Landtag von Baden-Württemberg, Hans-Ulrich Rülke, ist seit Januar 2018 Sprecher der Fraktionsvorsitzendenkonferenz.

## Geschichte
Die erste Sitzung fand vom 15. bis 16. Januar 1960 auf Einladung von Willi Weyer als Vorsitzendem der FDP-Landtagsfraktion Nordrhein-Westfalen in Düsseldorf statt. Die Tagung sollte sich nach seiner Vorstellung vierteljährlich mit Fragen der Landtagsfraktionen befassen und nicht in die Bundespolitik eingreifen. Ausgehend von landespolitischen Diskussionen wie etwa zur Kultur- und Medienpolitik gewann das Gremium jedoch im Laufe der Zeit zunehmend auch Einfluss auf bundespolitische Positionen. Darüber hinaus werden Anhörungen veranstaltet, z. B. zum Thema „Glücksspielregulierung in Deutschland“.

## Sprecher
- Florian Rentsch (2011–2012)[6]
- Thomas Hacker (2012–2013)
- Christian Dürr (2013–2018)
- Hans-Ulrich Rülke (seit 2018)[2]

## Mitglieder
- Baden-Württemberg: Hans-Ulrich Rülke
- Bremen: Thore Schäck
- Hessen: Wiebke Knell und Stefan Naas
- Mecklenburg-Vorpommern: René Domke
- Nordrhein-Westfalen: Henning Höne
- Rheinland-Pfalz: Steven Wink
- Sachsen-Anhalt: Andreas Silbersack
- Schleswig-Holstein: Christopher Vogt
- FDP-Delegation im Europäischen Parlament: Marie-Agnes Strack-Zimmermann

## Arbeitsgruppen
Neben der Konferenz der Fraktionsvorsitzenden dienen folgende Arbeitsgruppen der vertieften inhaltlichen Zusammenarbeit:
- Arbeit und Soziales
- Bildung
- Digitalisierung
- Energie
- Europa
- Finanzen
- Familie, Frauen und Gleichstellung
- Gesundheit
- Innen und Sport
- Justiz („Caesar-Runde“)
- Kultur und Medien
- Landwirtschaft und ländlicher Raum
- Mobilität
- Umwelt
- Wirtschaft
- Wissenschaft und Hochschule
- Wohnen und Stadtentwicklung

## Organisation
Die Organisation erfolgt über eine Geschäftsstelle in Berlin.